# Севастопольская украинская черноморская община
Севасто́польская украи́нская черномо́рская общи́на (сокращённо — СУЧО; укр. Севастопольська українська чорноморська громада, СУЧГ) — украинская национальная организация, действовавшая в Севастополе. Община была создана в 1917 году на фоне Февральской революции. Деятели организации являлись активными участниками процесса украинизации флота. После Октябрьской революции члены общины включились в работу по формированию Отдельного морского куреня имени Сагайдачного, принявшего участие в обороне Киева от большевиков.
Руководителями Севастопольской украинской черноморской общины в 1917 году являлись Вячеслав Лащенко (с апреля) и Яким Христич (с июля).

## История

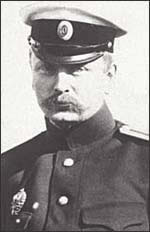
Лев Мациевич

Создание конспиративного украинского кружка в Севастополе относится к началу 1900-х годов, когда на Черноморский флот поступили Лев Мациевич и Александр Коваленко. Украинская организация возникла на базе кружка любителей драматического искусства при Народном доме, в котором участвовали Мациевич и Коваленко. К 1905 году кружок получил название «Кобзарь». Тогда же его руководителем стал директор севастопольской женской гимназии профессор Вячеслав Лащенко.

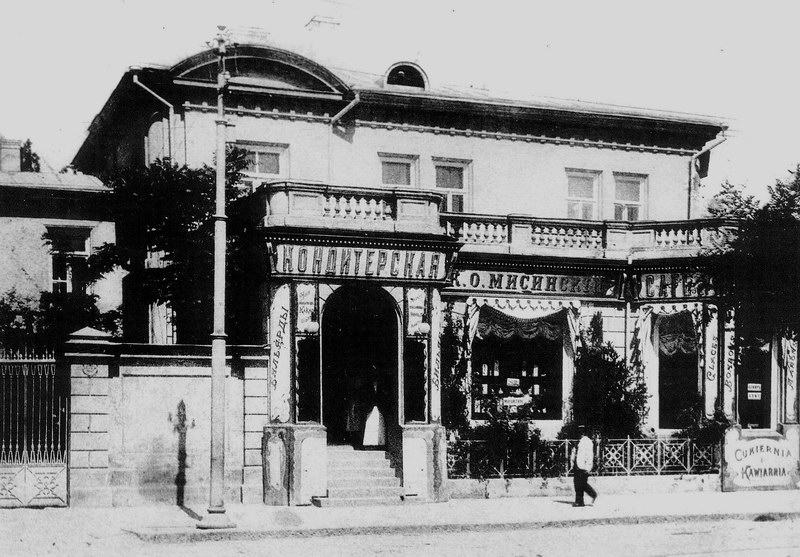
Кафейня Витинского, где собирались члены украинской общины Севастополя

Участники кружка проводили агитацию украинской национальной идеи среди жителей и моряков Севастополя. Членами товарищества являлось 15-20 человек, среди которых были учителя, предприниматели, моряки и офицеры Черноморского флота. Среди них Владимир Савченко-Бельский, Николай Неклиевич, Вадим Богомолец и Борис Лазаревский. Важную роль в деятельности общины играло кафе Василия Витинского (Ветинский), уроженца Западной Украины, где собирались участники кружка. «Варшавскую кондитерскую» Витинский приобрёл в 1914 году, она располагалась на проспекте Нахимова (дом до наших дней не сохранился).
После событий Февральской революции члены «Кобзаря» вышли из подполья и приняли участие создании Севастопольской украинской черноморской общины. При этом большинство участников общины симпатизировали украинским эсерам.
В марте 1917 года по инициативе членов «Кобзаря» в Севастополе прошло первое собрание украинцев-моряков, а уже 7 апреля — второе, где был избран Главный совет украинской черноморской общины. Второе собрание прошло в цирке Труцци (здание находилось на площади Ушакова и снесено в 1921 году). Всего в собрании приняло участие около 5 тысяч человек. Там был принят устав общины, а главой был избран Вячеслав Лащенко. Также на апрельском съезде было принято решение об открытии украинской школы, библиотеки и газеты. Тем не менее данных об издательской деятельности общины не сохранилось. Усилиями общины удалось создать библиотеку и читальню, организовать деятельность по работе театральной комиссии.
На собрании 15 апреля, состоявшимся в здании «Унион Банка» (Азовско-Донской банк), был избран президиум совета общины. Тогда при участии 200 делегатов председателем совета был избран Вячеслав Лащенко, заместителями — Николай Коломиец и Михаил Пащенко, военную секцию возглавил Николай Неклиевич, просветительскую секцию возглавляли Владимир Савченко-Бильский и Вячеслав Лащенко, агитационно-пропагандистскую секцию — Вадим Богомолец и Михаил Пащенко. В руководящий состав также были включены Д. Дежур, Яким Христич, Дмитрий Величко, Иван Прокопович и Иван Усенко. Позднее членами общины стали командир броненосца «Евстафий» Михаил Остроградский, пилот морской авиации Фёдор Слипченко и председатель Совета украинской военной общины Севастопольской школы авиации Михаил Михайлик. При совете общины под руководством Неклиевича был создан военно-морской клуб имени Ивана Серко с целью «прочной поддержки украинского дела вооружённой рукой».

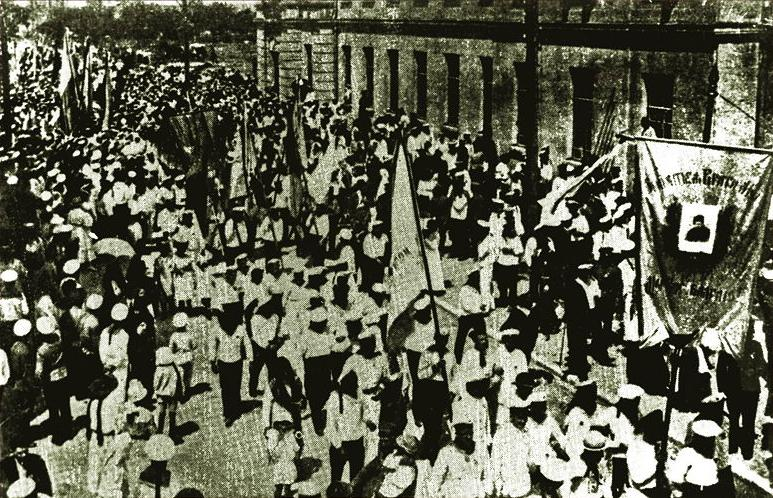
Украинская манифестация в Севастополе в 1917 году

Члены организации принимали участие в украинских манифестациях в Севастополе в апреле и мае 1917 года. Под влиянием украинской общины находились экипажи миноносца «Завидный», крейсера «Память Меркурия», дредноута «Воля» и ряда мелких кораблей.
На Первый украинский военный съезд, состоявшейся в начале мая 1917 года в Киеве, Севастопольская украинская черноморская община делегировала матросов Линника и Михайлика. Для выяснения обстановки на Черноморском флоте и установления связей с черноморской украинской общиной 8 июня 1917 года в Севастополь выехали члены Украинского генерального военного комитета Фёдор Селецкий и Семён Писменный. После того, как профессор Лащенко стал советником городского самоуправления, общину в июле 1917 года возглавил прапорщик Яким Христич.
1 ноября 1917 года в Киеве на Украинском генеральном морском совете севастопольская черноморская украинская община представила военно-морскую доктрину Украины. Доктрина предполагала, что украинский флот должен быть в полтора раза сильней остальных военных флотов на Чёрном море, а также переход всех украинских моряков служивших в различных регионах Российской империи на Черноморский флот в Севастополь.

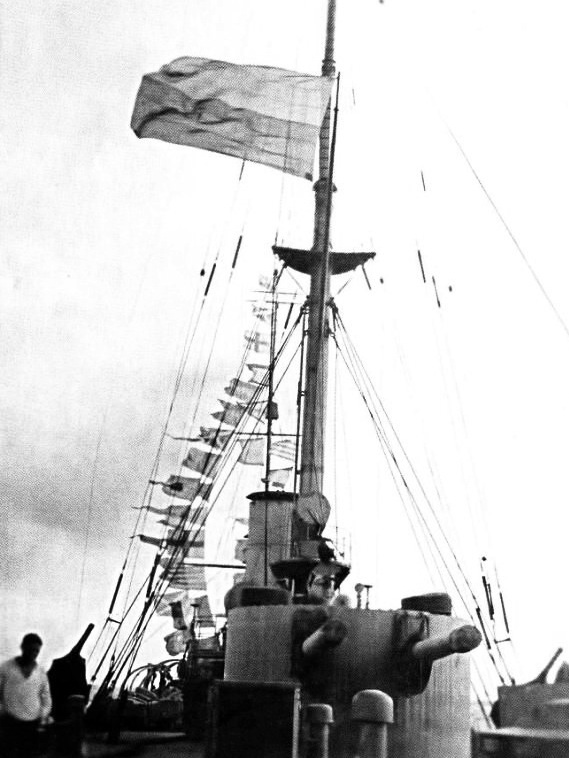
Украинский флаг над крейсером «Память Меркурия». 1917 год

После известий об осуществлении Октябрьской революции в Петрограде президиум общины был собран для выработки общей позиции. На следующий день во время собрания общины в женской гимназии Лащенко поднял вопрос о признании независимости Украины.
После падения Временного правительства 12 ноября 1917 года большая часть личного состава крейсера «Память Меркурия» приняла решение не поднимать Георгиевского флага, а поднять вместо него сине-жёлтый флаг УНР.
Согласно некоторым сведениям, в это же время были украинизированы эсминцы «Зоркий» и «Звонкий» которые находились в Севастополе.
На фоне этой обстановки силами общины был сформирован Отдельный морской курень имени Сагайдачного, состоявший из 612 человек, значительная часть из которых симпатизировали большевикам. 24 ноября курень прибыл в Киев в распоряжение Украинской Центральной рады для обороны столицы от большевиков. По мнению историка Ярослава Тинченко отъезд куреня в Киев стал большой ошибкой севастопольской общины, поскольку в столицу направились самые преданные сторонники УНР, в то время как в Севастополе остались те, кто в решающий момент поддержал большевиков. После отъезда куреня самым авторитетным украинским деятелем в Севастополе был капитан Николай Неклиевич.
В декабре 1917 года, после начала в Севастополе красного террора, когда весь флот перешел под красный флаг, украинизированные крейсер «Память Меркурия» и эсминец «Завидный» покинули порт, после чего по приказу Генерального секретариата морских дел УНР совершили переход в Одессу, однако в ночь с 16 на 17 января 1918 года, в ходе боев за Одессу, оба корабля оказались в руках большевиков. 16 февраля собрание команды крейсера большинством голосов постановило спустить украинский и поднять красный флаг.
Организация окончательно прекратила деятельность в 1920 году с установлением советской власти на полуострове.
Непосредственный участник событий, А. Малышкин, описывая события революционных лет в Севастополе, отмечает, что «реорганизовать управление Крымом» пытались большевики, татары и украинцы. На острове существовали представители двух властей: Совет народных представителей, сформированный 20.11.1917 года большевиками, и курултай, начавший работу 26.11. 1917 года как мусульманский парламент учредительного собрания крымско-татарского народа. Центральная рада Украины, сформированная в июне 1917 г., также стремилась к установлению своей власти: «В ноябре генеральный комиссар Украины по внутренним делам В. К. Винниченко объявил телеграммой бывшие органы Временного правительства на полуострове подчинёнными Центральной Раде. 1 ноября 1917 года для контроля над ЧФ создаётся Генеральная рада по морским делам». Но ситуация, сложившаяся на острове в ноябре — декабре 1917 года была малоуправляема. В середине декабря 1917 года Севастопольский совет и Черноморский Центрофлот приняли резолюцию о том, что подчиняются только Совету народных комиссаров. Согласно договору с Центральной радой Украины, Крым был оккупирован немецкими, затем французскими войсками, потом занят войсками белогвардейцев и наконец в ноябре 1920 года полуостров был занят Красной армией.